# Сърджан Кнежевич
Сърджан Кнежевич (на сръбски: Срђан Кнежевић) е командир на военното подразделение Бели вълци и бивш Заместник-началник на Центъра за обществена безопасност в Сръбско Сараево.

## Биография
Сърджан Кнежевич е роден на 19 януари 1958 година в село Твърдимичи, Босна и Херцеговина. Завършва начално училище в село Тилава а после гимназия в Сараево. В началото на разпадането на Югославия е в Югославската народна армия, в Шеста личка бригада на Плитвица. През пролетта на 1992 година е за кратко в Министерството на вътрешните работи на Република Сръбска. Влиза в състава на Сараевско-романийския корпус към Въоръжените сили на Република Сръбска, след смъртта на тогавашния командир през февруари 1993 година, заема неговото място.
На 22 февруари 1993 г. става командир на военното подразделение Бели вълци, на 16 май 1995 г. е ранен в битка при село Дебело бърдо, но не се отказва да ръководи. През 1996 г. военното подразделение се разпуска. Убит е в засада на 7 август 1998 г. в град Пале, Босна и Херцеговина. В негова чест в Пале е издигнат негов паметник.
|  | Тази страница частично или изцяло представлява превод на страницата „Срђан Кнежевић“ в Уикипедия на сръбски. Оригиналният текст, както и този превод, са защитени от Лиценза „Криейтив Комънс – Признание – Споделяне на споделеното“, а за съдържание, създадено преди юни 2009 година – от Лиценза за свободна документация на ГНУ. Прегледайте историята на редакциите на оригиналната страница, както и на преводната страница, за да видите списъка на съавторите. ВАЖНО: Този шаблон се отнася единствено до авторските права върху съдържанието на статията. Добавянето му не отменя изискването да се посочват конкретни източници на твърденията, които да бъдат благонадеждни. |